# Vocalisation copulatoire
La vocalisation copulatoire est la tendance chez les hominidés à exprimer vocalement leur excitation sexuelle, particulièrement pendant un rapport sexuel. Ces vocalisations se traduisent par exemple par des ahanements, des gémissements, des cris, des rires ou des pleurs, et inclut également la communication verbale chez les humains. Même si la vocalisation est commune aux deux sexes, elle est plus fréquente chez les femelles. Les recherches ont montré que, par exemple chez les babouins chacma, certains sons sont émis uniquement à l'occasion d'une vocalisation copulatoire.

## Fonctions chez les femelles
Une des interrogations principales est la différence mâle/femelle dans la vocalisation copulatoire et les fonctions sexuelles spécifiques que cette différence pourrait avoir. 
Certains ont d'abord fait le parallèle avec les autres primates, en disant que les cris des femmes sont un « appel copulatoire » pour inciter à la compétition des mâles et des spermatozoïdes.
La vocalisation copulatoire peut être spontanée ou simulée.